# Pteronymia ladra
Pteronymia ladra är en fjärilsart som beskrevs av Otto Staudinger 1884. Pteronymia ladra ingår i släktet Pteronymia och familjen praktfjärilar. Inga underarter finns listade.